# Henry Díaz Vargas
Henry Díaz Vargas (Armenia, Caldas, 1948) es un dramaturgo, actor y director de teatro colombiano. Uno de lo más prolíficos escritores dramáticos del país, su obra recoge más de 45 textos dramáticos, guiones para cine, televisión y textos académicos. Además ha sido un activo periodista y analista de la escena teatral en Colombia, con decenas de publicaciones en revistas de análisis artístico como la Revista de la Universidad de Antioquia. Su obra ha sido representada en todo Latinoamérica y llevada a las tablas europeas en variadas ocasiones, y es reconocido entre los dramaturgos más destacados de la actualidad en Colombia.

## Biografía

### Primeros años
Henry Díaz Vargas nació en la población colombiana de Armenia, parte del departamento de Caldas en 1948. Su infancia en Armenia coexiste con el proceso de separación del departamento que culmina en 1965, el decaimiento de los Ferrocarriles Nacionales y el periodo de violencia, proceso que definiría el traslado de muchas familias de la zona, incluida la suya que, en 1965, migra a la ciudad de Medellín después de que su padre que trabajara en el ferrocarril como jefe de estación perdiera su puesto. En 1965 Henry Díaz continua sus estudios en el Liceo Antioqueño y en 1966 cambia de institución al Colegio Marco Fidel Suárez para poder iniciar jornadas de trabajo como mensajero y cobrador de una empresa de la ciudad en el día, y estudio en la noche. Será este contacto con las personas en la calle uno de los factores que definirían su obra, creando una alta sensibilidad hacia la representación de las historias ordinarias de las personas, por la creación de retratos extraordinarios de la vida. A pesar de su infancia cuyabra, su obra posterior se centrará en la representación de historias de Medellín, ciudad de la que se declarará enamorado. Temas como la prostitución, la homofobia o el sicariato serán recurrentes en su trabajo. 
Sus primeros acercamientos a las grandes obras literarios fueron apareciendo en esta etapa, en sus palabras:

Después de escribir, ser mensajero es el mejor oficio que ha tenido. Llegar a un banco y encontrar una larga fila era una bendición. Eso significaba poder leer por lo menos cinco páginas del libro que tuviera entre manos.

### Inicios
En 1969 al dejar su formación en el colegio, decide entregarse a la escritura, y en adelante será un autodidacta y un profundo estudioso de textos clásicos. En 1970 comienza a formar en expresión corporal en la Universidad de Antioquia, como parte de un trabajo por promover la creación de la cátedra de teatro en la universidad.  
En la década de 1970 inicia su creación dramática con obras que incluyen "Los Honores", "La Candileja", 'El Mimeógrafo", "El Puño Contra la Roca", "La Maléfica serpiente de siete cabezas", "José Amonio Galán (o de cómo se sublevó el común)", y con la obra "Las Puertas". Su obra representa escenarios de la calle, recreando historias de prostíbulos y tabernas, dejando ver la influencia de escritores Tennessee Williams en los temas de sus textos.  La obra del maestro Díaz Vargas en adelante redundará alrededor de las historias de los oprimidos, su lucha y su esfuerzo por sobrevivir en una sociedad que los ignora. En 1975 trabaja junto a Rodrigo Saldarriaga por la fundación del Pequeño teatro, un espacio de expresión de artistas dramáticos del que hará parte hasta 1985. En 1979 funda la agrupación teatral "Las Puertas", agrupación con la que en 1981 obtendría su primer reconocimiento internacional, otorgado por la revista "Plural" del Excelsíor de México.

### Vida artística
En 1981 es miembro fundador de la Academia de Teatro de Antioquia, institución a la que entregará toda su vida, con la motivación de crear un espacio que promueva la sensibilidad hacia las artes escénicas de niños y jóvenes, con vista en no solo cultivar nuevos artistas, sino principalmente por construir una base social sensible hacia las artes, o, en sus palabras "buenos espectadores y ciudadanos".
Nuevos escritos como "El cumpleaños de Alicia" y "Más allá de la ejecución" ingresan en su obra que sigue recibiendo reconocimientos, incluida una mención honorífica en los 450 años de la fundación de Pasto y el premio Nacional de Obras Dramáticas de la Universidad de Antioquia en 1985; por el primero. Un año más tarde recibiría el mismo reconocimiento por "Las puertas" 
La década de los noventa también incluye una abundante producción literaria acompañada de diversos reconocimientos. En 1992 recibe el Premio Nacional de Literatura por "La sangre más transparente", del Ministerio de Cultura de Colombia y el mismo año es finalista del Premio Iberoamericano de Teatro para la niñez Ciro Media, en Bilbao, España, por "El salto y las voces". Además sus obras "Euma Illiapa, Balam y Jaibana" y "Colón perdido y desconocido" reciben reconocimientos regionales. En 1997, inicia un proyecto como director del grupo de teatro de la Universidad EIA, institución de formación en ingeniería, que el toma como una extensión misma del concepto que maneja en la Academia de Teatro de Antioquia sobre la formación de una sociedad sensible al teatro y mucho más crítica. En 1997 y 1998 será acreedor a becas para producción literaria para sus obras "Benkos Biojó, Rey del acabuco" y "¡Krash! la escalera rota".
En 1999 realiza trabajo de docencia en varias universidades y hace parte del equipo que gesta el programa en Actuación y Dramaturgia de la Escuela de Artes Debora Arango. 

### Actualidad
La obra del maestro Díaz Vargas ha sido representada alrededor del mundo, aunque su auge ha siempre permanecido en Colombia, en donde su trabajo ha sido llevado a otros escenarios como la danza moderna. En la actualidad, su trabajo se ve inmerso en el desarrollo de programas que permitan el fortalecimiento del teatro en Colombia, y en general el reconocimiento de las artes escénicas dentro del desarrollo social del país. Así desarrolla y coordina programas como "Dramaturgia en el espejo" desde el 2008, un espacio de formación dramática orientado a jóvenes escritores de poblaciones alrededor de la región. En el 2012, se hace un homenaje a su vida y obra en la celebración de la Semana Internacional del Teatro en Medellín.

## Temática
La obra del maestro Díaz está teñida de la realidad que el mismo vivió en su niñez en el periodo de violencia, y completada con su contacto tácito con la vida de las calles de Medellín. La década de los 80, que será especialmente violenta en Medellín , alimentarán su construcción literaria en adelante. 

### El cumpleaños de Alicia
Esta obra recrea la vida y conflictos de dos amantes lesbianas. La principal fuente de sus discordias nace en el estatus social diferente de cada una y su diferente pasado. Alicia utiliza su posición para doblegar y castigar a su amante. En su relación deformada, se crea un reflejo de la homofobia en la sociedad patriarcal y conservadora colombiana.

### La sangre más transparente
Esta pieza tiene lugar en uno de los barrios marginales de Medellín, donde abundan la violencia y los crímenes relacionados con las drogas y donde los jóvenes juegan el rol de víctimas y victimarios. En esta obra se hace una representación cruda de la muerte, el sexo y otros temas tabúes, permitiendo evocar un análisis que vea más allá de estos "males" superficiales.

## Obra dramática

### Carácter político
- La maléfica serpiente de siete cabezas (1972)
- El mimeógrafo (1975)
- El puño contra la roca (1976)
- De golpe el último golpe y misión cumplida (1985)
- ¡Krash! La escalera rota (1995)
- Los Campanarios del Silencio

### Carácter histórico
- José Antonio Galán o de como se sublevó el común (1980)
- Más allá de la ejecución (1984)
- La encerrona del miedo (1985)
- Colón perdido y desconocido (1992-1993)

### Asuntos indígenas
- El tiempo de cinco ciclos de tiempo en cinco (1992)
- Euma de Illapa, Balam y Jaibana (1992)

### Urbanas
- La candileja (1970)
- Los honores (1970)
- Las puertas (1975)
- Simeón Calamaris (1983)
- El cumpleaños de Alicia (1984)
- Maduras tinieblas (1985)
- El siguiente (1988)
- El salto y las voces (1989)
- La vasija de cristal (1993)
- La vida no tiene afanes (1994)
- La sangre más transparente (1992)
- Carruaje de viejos con látigo verde (2009)
- El deseo sin fin (2014)

## Principales reconocimientos
| Reconocimiento                   | Obra                       | Año  |
| -------------------------------- | -------------------------- | ---- |
| Premio Nacional de Obra Damática | El cumpleaños de Alicia    | 1985 |
| Premio Nacional de Teatro        | Más allá de la ejecución   | 1985 |
| Premio Nacional de Teatro        | Las puertas                | 1986 |
| Premio Nacional de Literatura    | La sangre más transparente | 1992 |